# Bathmocercus winifredae
Bathmocercus winifredae là một loài chim trong họ Cisticolidae.